# Pseudosoloe monosticta
Pseudosoloe monosticta är en fjärilsart som beskrevs av George Francis Hampson 1910. Pseudosoloe monosticta ingår i släktet Pseudosoloe och familjen mätare. Inga underarter finns listade.